# Antifašistički odbor ratnih zarobljenika
Antifašistički odbor ratnih zarobljenika, ilegalni rukovodeći organ jugoslavenskih ratnih zarobljenika u njemačkim logorima. Odvajanje zarobljenika počelo je u svim logorima još prvih dana zarobljeništva, u odnosu na okupatora i kvislinške vlade u Jugoslaviji.
Važnu ulogu su igrala pitanja unutar logora: držanje zarobljenika prema njemačkoj upravi, odnos logorskih vlasti prema obavezama iz Ženevske konvencije o postupanju prema ratnim zarobljenicima, borba za poboljšanje životnih uvjeta i za slobodan kulturno-umjetnički život u logoru, otpor pokušajima okupatora da prisiliti časnike na fizički rad, itd.

## Rascijep zarobljenika
Jedan od značajnih trenutaka bio je odnos prema Nürnberškoj izjavi, kojom je predsjednik kvislinške srpske vlade Milan Nedić krajem 1941. pozvao zarobljene časnike na privremeno odsustvo radi borbe protiv NOP-a. Pored pritiska prijetnjama, terorom i glađu, otpor koji su okupatoru i njegovim slugama pružali časnici antifašisti, označava početak jasnijeg svrstavanja zarobljenika u dva fronta: front pristalica Narodnooslobodilačkog pokreta u zemlji i front profašističkih i kolaboracionističkih elemenata.

## Djelovanje antifašističkog odbora u logoru Osnabrück
Na toj liniji razvijao se proces oštre političke borbe u svim logorima. Na čelu u Osnabrückom logoru nalazili su se predratni članovi KPJ, koji su od prvih dana zarobljeništva počeli organizirati antifašističke i patriotske elemente na širokoj osnovi, protiv okupatora i njegovih pomagača.
Pristupilo se stvaranju ilegalne organizacije na ideološkim i organizacijskim principima KPJ koja je bila jezgro antifašističkog i patriotskog pokreta u logoru. Političke akcije provođene su preko legalnog tijela — Kulturnog odbora, javnog organa Povjereništva zarobljenika, koji je rukovodio ne samo kulturnim životom zarobljenika, već i njihovim političkim akcijama. Tijekom lipnja 1942. u logoru Osnabrück, kad se borba s logorskim reakcionarima i njemačkom upravom zaoštravala, a Kulturni odbor sve više preuzimao političke zadatke, osnovan je antifašistički odbor ratnih zarobljenika od deset članova.
Preko Kulturnog odbora antifašistički odbor ratnih zarobljenika je preuzeo široku djelatnost na političkom i kulturnom polju. Organizirani su tečajevi, stručna udruženja, narodno sveučilište, umjetnička i sportska tijela, a posebno je rađeno na međusobnoj materijalnoj pomoći, čime je obuhvaćena većina zarobljenika. Naročito su bili aktivni komunisti i drugi antifašisti koji su od travnja 1942., zbog svog antifašističkog stava, bili Nürnberga premješteni u Osnabrück.
Antifašistički odbor je 1942. sebi postavio osnovne zadatke djelovanja:
1. Borba s njemačkom upravom i logorskim reakcionarima za dosljedno provođenje Ženevske konvencije
2. Ideološko i političko uzdizanje zarobljenika
3. Organiziranje otpora pokušajima okupatora da među zarobljenicima vrbuju dobrovoljce za borbu protiv NOP-a u zemlji.

Reakcija je, uz podršku uprave logora, činila sve da razbije antifašistički odbor ratnih zarobljenika, to je naročito došlo do izražaja 1942., prilikom izbora za glavnog povjerenika zarobljenika. Poraz reakcije na tim izborima i sve veći utjecaj antifašističkog odbora ratnih zarobljenika na zarobljenike natjerali su njemačku upravu da tokom svibanja 1943. najistaknutije antifašiste i Židove zatvori u poseban kažnjenički logor D, u okviru Oflaga VI-C. Poslije mjesec dana smijenjen je legalno izabrani povjerenik, kako bi se na njegovo mjesto nametnulo jednog generala i zabranio rad Kulturnog odbora. Tada je antifašistički odbor odgovorio formiranjem Tehničkog odbora, koji je preuzeo funkciju Kulturnog odbora. Specijalnim Biltenom s vijestima dobivenim preko vješto skrivenog radioprijemnika, antifašistički odbor je svakodnevno obavještavao zarobljenike o stanju na bojišnicama i o događajima u svijetu i u zemlji.
Poslije Drugog zasjedanja AVNOJ, antifašistički odbor je izdao brošuru s uputama za svakog jugoslavenskog radnika i vojnika u Njemačkoj, koja je dostavljena i najudaljenijim logorima. Pri formiranju ilegalnih vojnih jedinica zarobljenika (odjeli, vodovi, satnije i bojne), antifašistički odbor je obratio naročitu pažnju na nabavu oružja i na uspostavljanje veze sa susjednim logorima. Ostvareno je i povezivanje sa zarobljenicima Crvene armije, kojima su dostavljene vijesti o situaciji, a pružana je i znatna materijalna pomoć u hrani, odjeći i obući.
Uvidjevši snagu Antifašističkog pokreta u logoru, njemačka uprava je povećala budnost, vršila sve češće pretrese i primjenjivala oštre disciplinske i sudske mjere prema istaknutim antifašistima. Premještala je antifašiste u kažnjeničke logore i kršila odredbe Ženevske konvencije. Tako je u listopadu 1944. lišila statusa zarobljenika generala Mihaila Nedeljkovića i grupu od 8 časnika, predala ih Gestapu koji ih je pod optužbom da su pripremali pobunu uputio u koncentracijske logore, gdje su šestorica izgubili živote.

## Djelovanje odbora do kraja rata
Krajem 1944. antifašistički odbor se pretvorio u Glavni antifašistički odbor zarobljenika, ilegalni organ za sve logore u Njemačkoj, koji je imao oko 40 članova, najviđenijih aktivnih i rezervnih časnika, dočasnika i vojnika iz svih zarobljeničkih logora
Najznačajniji rezultat upornog rada antifašističkog odbora ogleda se ne samo u sprečavanju okupatora da od zarobljenika stvori vojsku protiv NOP-a, već i u organiziranom povratku u Jugoslaviju najvećeg broja zarobljenika i interniranih.